# Spring Hill (Kansas)
Spring Hill is een plaats (city) in de Amerikaanse staat Kansas, en valt bestuurlijk gezien onder Johnson County en Miami County.

## Demografie
Bij de volkstelling in 2000 werd het aantal inwoners vastgesteld op 2727.
In 2006 is het aantal inwoners door het United States Census Bureau geschat op 4822, een stijging van 2095 (76.8%).

## Geografie
Volgens het United States Census Bureau beslaat de plaats een oppervlakte van
9,0 km², waarvan 8,9 km² land en 0,1 km² water. Spring Hill ligt op ongeveer 324 m boven zeeniveau.

## Plaatsen in de nabije omgeving
De onderstaande figuur toont nabijgelegen plaatsen in een straal van 20 km rond Spring Hill.